# Gepiu (gmina)
Gepiu – gmina w Rumunii, w okręgu Bihor. Obejmuje miejscowości Bicaci i Gepiu. W 2011 roku liczyła 1797 mieszkańców.